# دوريس إيكيرت
دوريس إيكيرت (بالألمانية: Doris Eckert)‏ هي واثبة حواجز ‏ ألمانية، ولدت في 10 فبراير 1915 في فرانكفورت في ألمانيا، وتوفيت في 30 أكتوبر 2005 في باد هومبورغ (فور در هوهه) في ألمانيا.

## وصلات خارجية
- دوريس إيكيرت على موقع أوليمبيديا (الإنجليزية)